# Диапауза
Диапауза (от др.-греч. διάπαυσις — перерыв, остановка) — состояние физиологического торможения обмена веществ и остановки формообразовательных процессов. Сигнал к переходу в диапаузу — это уменьшение продолжительности светового времени суток.

## Влияние
Во время диапаузы повышается устойчивость организма к действию неблагоприятных внешних условий, например насекомые становятся устойчивыми к инсектицидам. Окончание диапаузы связано с изменениями в организме, которые могут определяться длительным действием низкой зимней температуры; диапауза обеспечивает морозостойкость и зимовку организмов. В условиях засушливого климата субтропиков и тропиков наблюдается летняя диапауза — так называемая эстивация, например у розового червя и хлопковой совки.

## Формы диапаузы
Диапауза может наступать на стадии яйца, личинки или взрослого насекомого (имаго). Каждому виду свойственна своя диапаузирующая стадия. У каждого биологического вида диапауза приурочена к определённой фазе развития. Эмбриональная диапауза — период покоя на стадии яйца между оплодотворением и дроблением или по окончании дробления — наблюдается у коловраток, низших ракообразных, саранчовых, тутового шелкопряда, у ряда млекопитающих, относящихся к 7 отрядам, например у грызунов, хищных (соболь, норка и др.). Личиночная диапауза проявляется, например, у бабочки боярышницы, зимующей в стадии гусеницы на деревьях. Куколочная диапауза наблюдается у капустной белянки и капустной совки, зимующих в стадии куколки на деревьях и в почве. Имагинальная диапауза (на фазе имаго) наблюдается у комаров, жуков-листоедов (колорадский жук) и др. насекомых; при ней может сохраняться подвижность животного, но прекращается созревание половых продуктов. Чаще всего диапауза зависит от экологии вида. Даже у очень близких видов одного рода, но живущих в разных условиях, диапауза бывает на разных фазах развития, а у видов неродственных семейств — на одной и той же фазе, если они имеют сходный образ жизни.
Различают диапаузу обязательную, или облигатную, и необязательную, или факультативную. Обязательная диапауза обеспечивает прохождение в течение года только одной генерации. Она свойственна насекомым с годичным циклом развития, обычным обитателям лесов умеренного пояса.

## Спячка
Спя́чка — период деактивации жизненных процессов и метаболизма у млекопитающих. Характеризуется снижением температуры тела, замедлением дыхания и всех процессов метаболизма. Основным физиологическим смыслом спячки является сохранение энергии в период неблагоприятных естественных условий (морозов, бескормицы).